# União Nacional
União Nacional (UN) foi uma organização política portuguesa frentista, criada para apoio ao regime ditatorial do Estado Novo. A União Nacional estava intimamente ligada ao governo e detinha o monopólio da representação política. Até 1945, todas as formas de oposição se encontravam ilegalizadas, pelo que o partido não teve concorrentes nos atos eleitorais. Na sequência desfecho da II Guerra Mundial, Salazar concedeu algumas liberdades à oposição, tolerando a sua participação em campanhas eleitorais. No entanto, tanto a União Nacional como a Ação Nacional popular continuaram a ter o monopólio da representação parlamentar. Durante a direção de Marcello Caetano, foi permitida a criação de uma Ala Liberal com elevado grau de autonomia e que viria a questionar os princípios fundamentais do regime político.
A União Nacional foi criada como frente de apoio à ditadura de 28 de maio e partiu da iniciativa pessoal de António de Oliveira Salazar. O processo de criação do partido iniciou-se informalmente em 1930, tendo os seus estatutos sido publicados no Diário do Governo em 1932. Em 1934 realizou-se o I Congresso, onde seriam criados os órgãos de direção e definidas a estrutura interna e normas de atuação futura. Em 1970, já sob a direção de Marcello Caetano, o partido alterou a sua denominação para Ação Nacional Popular (ANP). Após a Revolução de 25 de abril de 1974, o partido foi dissolvido por decreto da Junta de Salvação Nacional.
A criação da União Nacional teve como objetivo criar condições para uma transição da Ditadura Militar instituída em 1926 para o novo regime que viria a ser o Estado Novo. O seu caráter civil procurava diminuir a influência das Forças Armadas na política. Na sua criação, Salazar procurou estabelecer alianças com todos os setores políticos de oposição à República, entre os quais católicos, monárquicos, integralistas e republicanos convertidos ao novo regime.

## A criação
Criada ainda durante o período da Ditadura Nacional, a União Nacional foi anunciada ao país em 30 de julho de 1930, através de um manifesto lido pelo presidente do ministério, General Domingos de Oliveira, e por um discurso do Ministro das Finanças, Oliveira Salazar.

## Os estatutos
Os Estatutos da União Nacional foram aprovados pelo Decreto n.º 21608, de 20 de agosto de 1932, alterado pelo Decreto n.º 21859, de 12 de novembro de 1932, e pela Portaria n.º 7909, de 30 de outubro de 1934, modificada pela Portaria n.º 9016, de 13 de junho de 1938.

## O papel desempenhado
A partir de 1934, a União Nacional concorreu às eleições para a Assembleia Nacional em sistema de lista única, vindo a ter o Movimento de Unidade Democrática (MUD) como opositor somente nas eleições legislativas de 1945 e nas eleições presidenciais de 1949, nestas últimas com Norton de Matos como candidato da oposição contra o presidente Óscar Carmona. O MUD, porém, acabou por se retirar em ambas as eleições, por falta de condições para apresentar a sua candidatura e, assim, apenas a União Nacional se apresentou a sufrágio.

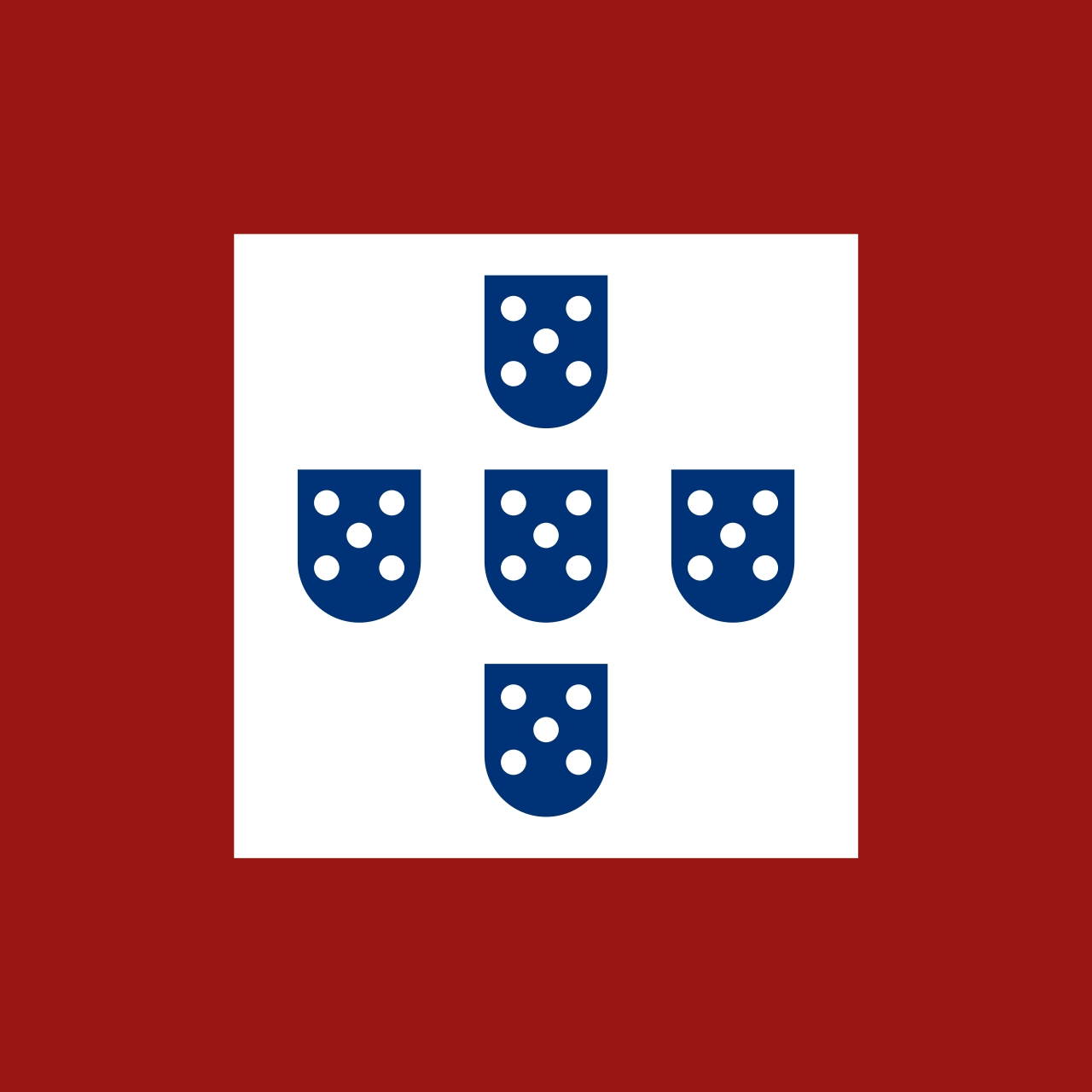
Suposta bandeira da União Nacional

De organização centralizada e intimamente ligada ao Governo, a União Nacional (e, depois, a sua sucessora Acção Nacional Popular) foram sempre superiormente dirigidas pelo primeiro-ministro em exercício: seria, primeiro, António de Oliveira Salazar a assegurar a presidência da sua Comissão Central, a título vitalício, e mais tarde, após o seu afastamento do poder, caberia a Marcello Caetano ocupar o mesmo posto.
Estas características de centralização e de ligação ao executivo foram acompanhadas, durante mais de uma década, de um absoluto monopólio da representação política, dado que toda a oposição política era impossibilitada e perseguida. Foi assim que a União Nacional não teve concorrentes aos actos eleitorais, como foi dito, até 1945; neste ano, como reflexo do desfecho do conflito mundial, Salazar cederia algumas liberdades formais e pontuais às oposições, tolerando a sua participação em campanhas eleitorais e a consequente apresentação de listas.
Apesar dessa abertura, a União Nacional e a Acção Nacional Popular garantiram até 1974 o monopólio da representação parlamentar, elegendo sempre a totalidade dos deputados, e asseguraram que os três Presidentes da República eleitos durante a vigência do regime fossem sempre aqueles que ela escolhia e apoiava: Marechal Óscar Carmona, eleito para quatro mandatos sucessivos, Craveiro Lopes, eleito para um mandato, e Américo Thomaz, eleito para três mandatos.

## Os congressos
Ao longo da sua vida a Ação Nacional Popular realizou cinco congressos, em 1934, 1944, 1951, 1956 e 1970.

## A comissão executiva
Na presidência da comissão executiva sucederam-se políticos como Albino dos Reis (1932), Carneiro Pacheco (1934), Marcelo Caetano (1947), Ulisses Cortês, Augusto Cancela de Abreu (1957), João Lumbrales, António Júlio de Castro Fernandes, Henrique Veiga de Macedo (1961-1965), Melo e Castro (1969-70).

## A Ação Nacional Popular
Por decisão tomada no V e último congresso da União Nacional, realizado em Fevereiro de 1970, no Estoril, sendo já Marcello Caetano o Presidente do Conselho de Ministros de Portugal, esta foi redenominada Ação Nacional Popular e reorganizada.

## Resultados eleitorais

### Eleições legislativas
| Data | Líder           | Votos     | %           | +/-  | Deputados | +/-     | Status  | Notas |
| ---- | --------------- | --------- | ----------- | ---- | --------- | ------- | ------- | ----- |
| 1934 | António Salazar | 377 792   | 79,0 (1.º)  |      | 90 / 90   |         | Governo |       |
| 1938 | António Salazar | 649 028   | 100,0 (1.º) | 21,0 | 90 / 90   | Estável | Governo |       |
| 1942 | António Salazar | 579 168   | 86,6 (1.º)  | 14,4 | 90 / 90   | Estável | Governo |       |
| 1945 | António Salazar | N/A       | 100,0 (1.º) | 13,4 | 120 / 120 | 30      | Governo |       |
| 1949 | António Salazar | N/A       | N/A (1.º)   |      | 120 / 120 | Estável | Governo |       |
| 1953 | António Salazar | N/A       | N/A (1.º)   |      | 120 / 120 | Estável | Governo |       |
| 1957 | António Salazar | N/A       | N/A (1.º)   |      | 120 / 120 | Estável | Governo |       |
| 1961 | António Salazar | 973 997   | 100,0(1.º)  |      | 130 / 130 | 10      | Governo |       |
| 1965 | António Salazar | N/A       | N/A (1.º)   |      | 130 / 130 | Estável | Governo |       |
| 1969 | Marcelo Caetano | 981 263   | 88,0 (1.º)  | 12,0 | 130 / 130 | Estável | Governo |       |
| 1973 | Marcelo Caetano | 1 393 294 | 100,0 (1.º) | 12,0 | 150 / 150 | 20      | Governo |       |

### Eleições presidenciais
| Data | Candidato apoiado        | Votos         | %          |
| ---- | ------------------------ | ------------- | ---------- |
| 1928 | Óscar Carmona            | 761 730 (1.º) | 100 / 100  |
| 1935 | Óscar Carmona            | 650 000 (1.º) | 80 / 100   |
| 1942 | Óscar Carmona            | N/A (1.º)     | 90,7 / 100 |
| 1949 | Óscar Carmona            | N/A (1.º)     | 100 / 100  |
| 1951 | Francisco Craveiro Lopes | N/A (1.º)     | 100 / 100  |
| 1958 | Américo Tomás            | 765 081 (1.º) | 76,4 / 100 |

| Data | Candidato     | %          | +/- | Colégio Eleitoral | +/- | Status |
| ---- | ------------- | ---------- | --- | ----------------- | --- | ------ |
| 1965 | Américo Tomás | 97,7 (1.º) |     | 556 / 585         |     | Eleito |
| 1972 | Américo Tomás | 92,1 (1.º) | 5,6 | 616 / 645         | 60  | Eleito |